# 조던 나이트
조던 나이트(Jordan Knight, 1970년 5월 17일 ~ )는 뉴 키즈 온 더 블록의 리드싱어로 가장 잘 알려진 미국의 싱어송라이터이며, 1980년대와 1990년대 명성을 올린 가수이다. 조나단 나이트의 동생인 그는 스타일리스틱스에 의한 영향을 받아 노래의 뚜렷한 가성 스타일로 가장 잘 알려졌다. 뉴 키즈 온 더 블록이 해산된 후, 그는 솔로 앨범을 발표하였다.
1999년에 발매된 그의 첫 솔로 앨범과 2011년에 발매된 그의 최신 솔로 앨범은 미국 빌보드 200에서 톱 50에 도달하였다. 2011년으로 봐서 그는 3개의 톱 40 싱글을 발표하였는 데 가장 잘 알려진 싱글은 1999년에 나온 "Give It To You"이다. 그는 3개의 스튜디오 앨범, 1개의 리믹스 앨범과 1개의 EP을 발표하였다. 2011년 5월 31일 그는 스튜디오 앨범 《Unfinished》를 발표하였다. 나이트는 솔로 가수로서 전세계에 1.5 백만장 이상의 레코드를 팔았다.
2015년 보스턴 시의회는 2월 7일을 "조던 나이트의 날"로 선언하였다.

## 어린 시절과 경력
나이트는 매사추세츠주 우스터에서 태어났다. 그는 6명의 자식들 중에 막내였으며, 그의 부모는 둘다 성공회의 성직자이다. 그는 14세가 될 무렵인 1984년에 프로듀서 모리스 스타에 의하여 보스턴에서 집합된 뉴 키즈 온 더 블록에 가입하였다. 그의 동료 멤버들은 조이 매킨타이어, 도니 월버그와 대니 우드는 물론 자신의 형 조너선 나이트를 포함하였다. 다음 몇년 동안에 그는 스스로 피아노와 키보드 악기를 연주하고, 작곡을 하는 법을 독학하였다. 뉴 키즈의 곡들을 거의 작사한 스타는 밴드의 연주 곡목에 자신의 작업을 추가하는 걸 마음 내키지 않아했다.
뉴 키즈 온 더 블록은 전세계에 7천만 앨범들을 팔고, 콘서트 세입의 수억 달러를 가져왔으며 백스트리트 보이즈와 엔싱크 같은 보이 밴드들의 잇다른 등장과 활동을 용이하게 하였다. 그룹은 1994년에 해체되었으나 2008년에 재결합하였다.

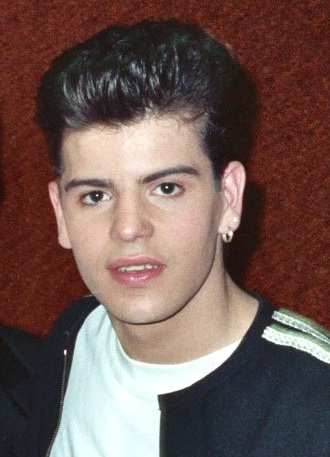
1990년 그래미상 시상식에서

## 솔로 경력
1999년 나이트는 자신의 첫 솔로 싱글 "Give It To You"를 발표하면서 복귀하였다. 싱글은 빌보드 핫 100에서 10위에 도달하였고, 동년의 MTV 비디오 뮤직 어워드 시상식에서 리키 마틴의 "Livin' La Vida Loca"에게 패하였어도 베스트 댄스 비디오상을 위한 후보에 올랐다. 그는 또한 2000년 니켈로디언 키즈 초이스 어워드 시상식에서 가장 좋아하는 남성 가수를 위하여 후보에 오르기도 하였다. 싱글은 핫 댄스 뮤직/클럽 플레이 차트에서 35위에 올라갔다. 앨범 《Jordan Knight》는 베스트 남성 팝 앨범을 위한 어스파이어 뮤직 어워드를 수숭하였다. 조던 나이트의 자기 타이틀 데뷔 앨범은 그러고나서 1999년 7월 7일 미국에서 50만 장 이상의 판매를 위하여 황금을 증명하였다. 앨범은 빌보드 200에서 29에 오르고, 톱 인터넷 앨범 차트에서 9위에 올랐다. 2008년 뉴 키즈 온 더 블록은 재결합하여 2개의 톱 40 히트곡을 발표하고, 성공적인 순회 공연에 나섰다. 2010년 가을로 봐서 그들은 백스트리트 보이즈와 팀을 이루어 역사상 가장 큰 보이 밴드 NKOTBSB를 장조하고 2011년 여름에 순회 공연을 가졌다.
나이트는 2004년 리믹스 앨범 《Jordan Knigth Performs New Kids On The Block》을 발표하였다.
2005년 나이트는 빌보드 성인 당시의 차트에서 12위에 도달한 리드 싱글 "Where is Your Heart Tonight"에 의하여 성원된 표제의 EP 《The Fix》를 발표하였다. 그는 2005~06년 EP 흥행에서 광범하게 지속적으로 순회 공연을 가졌다.
2006년 9월 나이트의 다음 앨범 《Love Songs》는 트랜즈컨티넨탈 레코드사에 의하여 발매되었다. 첫 싱글은 빌보드 성인 당시의 차트에서 24위에 도달한 데비 깁슨과 듀엣으로 부른 "Say Goodbye"였다.
2011년 5월 31일 나이트는 자신의 3번째 솔로 앨범 《Unfinished》를 발표하였다. 앨범은 미국 빌보드 인디펜던트 앨범 차트에서 8위, 미국 빌보드 200에서 48위, 그리고 캐나다에서 55위에 도달하였다. 그는 그해 11월 자신의 라이브와 앨범 투어를 시작하는 데 공고하였다. 나이트는 보스턴에 기지를 둔 밴드 엘리베이션 시어리와 함께 정해진 날짜들을 상연하였다.
2014년 나이트는 앨범 《Nick & Knight》의 발표를 위하여 닉 카터와 함께 팀을 이루었다. 그들은 앨범의 성원에서 가을을 통하여 순회 공연을 하는 데 세웠다.

## 텔레비전
나이트는 〈아메리칸 아이돌〉의 파생 작품 〈아메리칸 주니어스〉에서 심사였다. 그는 2004년 VH1 현실적 시리즈 〈The Surreal Life〉에서 다른 명사들과 함께 3번째 시즌 출연자였다. 그는 후에 2007년 파생 작품 〈The Surreal Life:Fame Games〉에 나왔으나 자신의 외할머니 사망의 이유로 프리미어 에피소드의 촬영 중에 자리를 떠났다.
2005년 나이트는 마리오가 부른 "Let Me Love You"의 리메이크 노래는 물론, "Give It To You"를 상연한 영국의 쇼프로그램 〈Hit Me Baby One More Time〉에 나왔다.
그해 9월 나이트는 또한 영국에서 채널 5에서 방영하는 다큐멘터리 〈Trust Me - I'm a Holiday Rep〉에 출연하기도 하였다. 6명의 명사들은 키프로스 아야 나파에서 올림픽 홀리데이즈 대표의 역할에서 10일을 보냈다. 그는 시초에 자신의 수줍은 성격에 어떤 범위에 핑계를 둔 역할을 위한 열광이 부족하였으나 즐기는 데 다가왔다. 자신의 마지막 복명에서 그는 자신에게 어린이를 위하여 그리고 회전 대표로서 직업을 마련하려한 우두머리 대표들로부터 칭찬을 받았다.
나이트는 또한 펜 질레트가 사회를 맡은 게임쇼 〈아이덴티티〉에 나오기도 하였다. 2011년 9월 그는 CBC 쇼 〈Cover Me Canada〉에서 심사로 나왔다.

## 개인 생활
나이트는 에벌린 멜렌데스와 결혼하여 2명의 자식을 두었다. 맏아들 단테 조던은 1999년 8월 25일, 둘째 아들 에릭 제이컵은 2007년 2월 21일에 태어났다.

## 디스코그래피

### 솔로 앨범
- 《Jordan Knight》(1999년)
- 《Love Songs》(2006년)
- 《Unfinished》(2011년)

### 리믹스 앨범과 EP
- 《Jordan Knight Performs New Kids on the Block:The Remix Album》(2004년)
- 《Fix》(2005년)

### 합작 앨범
- 《Nick & Knight》 (2014년)